# Groendijkklooster
Het Groendijk- of Olijfbergklooster was een klooster in de stad Sneek.
Dit vrouwenklooster stond iets ten oosten van een terp op de plaats waar nu de wijk Stadsfenne staat. Deze terp bestaat nog altijd, hier staat nu nog altijd boerderij Sytsingawier. Het klooster was omgracht en stond in een zogenaamde wijd (vierkant, omgracht land). Op de exacte locatie van het klooster is nu de Joodse begraafplaats gevestigd. De naam van het klooster komt van de nabijgelegen Groene Dijk en de Olijfberg.
Het gebouw, gewijd aan Sint Elisabeth van Thüringen, werd omstreeks 1463 gesticht door het echtpaar Tsjomme Wiarda en Ath Bonningha. In Leeuwarden stichtten zij ook het franciscanenklooster. Tsjomme Wiarda was afkomstig uit Goutum, Bonninga van nabij Loënga, beiden waren zeer vermogend. Mogelijk kwam de grond voor het klooster van de familie Bonninga. Eerder stond op de plaats van het klooster vermoedelijk een boerderij, wat de naam Sytsingawier verklaart. In het klooster huisde sinds circa 1474 de derde orde van Sint Franciscus (zogenaamde Grauwe Begijnen).
Op 28 april 1515 staken de Geldersen het klooster in brand. Het klooster werd in 1580 afgebroken uit vrees dat de Spanjaarden zich er zouden vestigen, het land verviel aan de stad Sneek. Dit lot onderging ook het Johannieterklooster. De kloosterheuvel is later afgegraven door terpschippers. Wat nog rest is een muur van kloostermoppen, vermoedelijk resten van een kelder.
Groendijk ·
Jeruzalem ·
Leeuwarderdijk ·
Oude Hospitaal ·
Sint Antonius Ziekenhuis ·
Sint-Jansberg